# Кучова (округ)
Кучова (алб. Rrethi i Kuçovës) — один з 36 округів Албанії, розташований в центральній частині країни.
Округ займає територію 112 км² і належить до області Берат. Адміністративний центр — місто Кучова.
У найменшому за територією окрузі Албанії проживає 49062 жителів, що перевищує населення більших округів іноді в рази.

## Географічне положення
Округ Кучова розташований на переході рівнини Мюзеке в Центральній Албанії в південно-албанські гори. Західний кордон округу на великому протязі утворює річка Осумі, а північну — річка Девол.
Найбільше місто регіону, Берат, знаходиться у 15 км від Кучови.

## Економіка і промисловість
В Кучові знаходиться центр албанської нафтовидобувної промисловості. Нафта видобувається тут з 30-х років XX століття, а саме місто Кучова виникло у 50-х роках за підтримки СРСР. З розпадом країн соціалістичного блоку багато свердловин закриті. Навколишнє середовище сильно забруднена відходами нафти.

## Адміністративний поділ
Територіально округ розділений на місто Кучова і 2 громади: Козаре і Перонда.